# Jaderná fyzika

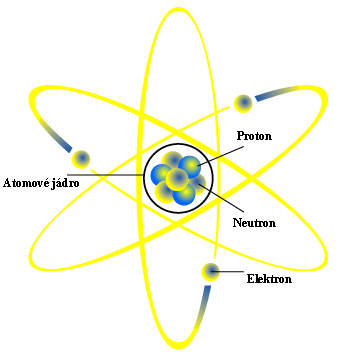
Schematické zobrazení atomu

Jaderná fyzika (též fyzika atomového jádra nebo nukleonika) je část fyziky, která se zabývá strukturou a přeměnami atomového jádra.
Pojmy jaderná a atomová fyzika se v běžném jazyce příliš nerozlišují a často se zaměňují (atomová energie a jaderná energie, atomová elektrárna a jaderná elektrárna). Z fyzikálního hlediska jde však o dva odlišné obory fyziky:
- Jaderná fyzika zkoumá pohyb částic uvnitř atomových jader a jejich přeměny. Energie, která se při jejich pohybu uvolňuje se využívá v jaderných elektrárnách.
- Atomová fyzika se zabývá vlastnostmi a pohybem elektronů v elektronovém obalu atomu a nezajímá se o složení atomového jádra. Atomové jádro zůstává neměnné a funguje pouze jako kladně nabitý bodový náboj.

Objevy v jaderné fyzice vedly k využití v mnoha oborech. Patří sem jaderná energetika, jaderné zbraně, nukleární medicína a zobrazování magnetickou rezonancí, průmyslové a zemědělské izotopy, iontová implantace v materiálovém inženýrství a radiokarbonové datování v geologii a archeologii. Tyto aplikace se studují například v oboru jaderného inženýrství.
Z jaderné fyziky se vyvinula fyzika částic. Částicemi se zde rozumí částice subatomární, u kterých platí zákony kvantové fyziky. Jaderná astrofyzika, aplikuje poznatky jaderné fyziky v astrofyzice, má zásadní význam pro vysvětlení vnitřního fungování hvězd a původu chemických prvků.

## Historie

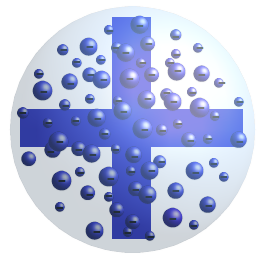
Schematické znázornění Thomsonova pudinkového modelu atomu

Historie jaderné fyziky začíná objevem radioaktivního záření uranových solí (přirozená radioaktivita), který učinil v roce 1896 Antoine Henri Becquerel. O rok později objevil Joseph J. Thomson elektron a zformuloval tzv. pudinkový model atomu, podle něhož byly záporně nabité elektrony volně rozmístěny v kladně nabitém želé, které vyplňovalo celý atom. Thomsonův model byl uznávaným modelem atomu na začátku 20. století až do doby, kdy Ernest Rutherford jako první poukázal na to, že Thomsonův model není správný a předložil nový model atomu. Ten byl založen na řadě měření, ze kterých vyplynulo, že veškerá kladně nabitá hmota atomu je soustředěna ve velmi malém objemu. Z toho Rutherford usoudil, že atomy jsou snadno prostupné a kladný náboj i hmota atomů jsou soustředěny do velmi malého prostoru uprostřed atomu. Tuto část nazval jádro atomu.
V následujících letech se radioaktivitou intenzivně zabývali zejména Marie Curie-Skłodowská, Pierre Curie, Ernest Rutherford a další. Na přelomu století fyzikové také objevili tři druhy záření vycházejícího z atomů, které pojmenovali alfa, beta a gama záření. Experimenty Otto Hahna v roce 1911 a Jamese Chadwicka v roce 1914 ukázaly, že spektrum rozpadu záření beta není diskrétní, ale spojité. To znamená, že elektrony byly z atomu vyvrženy se spojitým, nikoli s diskrétním množstvím energie, které bylo pozorováno u rozpadů gama a alfa. To byl pro jadernou fyziku v té době problém, protože se zdálo, že energie se při těchto rozpadech nezachovává.
Becquerelovi byla v roce 1903 udělena Nobelova cena za fyziku společně s Marií a Pierrem Curieovými za následný výzkum radioaktivity. Rutherford získal Nobelovu cenu za chemii v roce 1908 za výzkum rozpadu prvků a chemii radioaktivních látek. V roce 1905 formuloval Albert Einstein myšlenku ekvivalence hmotnosti a energie. Navzdory předchozí práci Becquerela a Marie Curie o radioaktivitě, muselo vysvětlení zdroje energie radioaktivity počkat až na objev, že samotné jádro se skládá z menších složek, nukleonů.

### Rutherfordův objev jádra

Ruthefordův planetární model atomu, elektrony jsou zelené a jádro je červené.

V roce 1906 Ernest Rutherford publikoval práci „Zpomalení alfa částic z radia při průchodu hmotou“. Hans Geiger tuto práci rozšířil o experimenty, které provedl spolu s Rutherfordem, v nichž procházely alfa částice vzduchem, hliníkovou a zlatou fólií. Další práce publikovali Geiger a Ernest Marsden v roce 1909 a následující rok publikoval Geiger značně rozšířenou práci. V letech 1911–1912 vystoupil Rutherford v Londýně před Královskou společností, aby provedené experimenty vysvětlil.
Asistent Ernesta Rutherforda, profesor Hans Geiger, a tehdy vysokoškolský student Ernest Marsden provedli v průběhu roku 1909 na univerzitě v Manchesteru experiment, při němž Geiger a Marsden pod Rutherfordovým dohledem ostřelovali zlatou fólii jádry helia. Thomsonův model atomu předpovídal, že částice alfa by měly z fólie vycházet jen s mírně vychýlenými trajektoriemi. Rutherforda ale při pozorování zaujalo, že některé částice se od svého směru odklonily velmi výrazně. Přirovnal to ke střelbě do hedvábného papíru, od kterého se kulka odráží. Tento objev a následná analýza dat v roce 1911 vedly k Rutherfordovu modelu atomu, podle něhož měl atom velmi malé a velmi husté jádro, které obsahovalo většinu jeho hmotnosti a skládalo se z těžkých kladně nabitých částic, kolem nichž obíhaly elektrony, aby se náboj vyrovnal, neutron tehdy ještě nebyl znám. Nicméně Rutherford existenci poměrně hmotné elektricky neutrální částice předpokládal. Když byl v roce 1932 neutron objeven, nazval ho James Chadwick neutron, podle Rutherfordova návrhu.

### Eddington a hvězdná jaderná fúze
Kolem roku 1920 předpověděl Arthur Eddington ve svém článku The Internal Constitution of the Stars (Vnitřní stavba hvězd) objev a mechanismus jaderné fúze ve hvězdách. V té době byl zdroj energie hvězd neznámý. Eddington správně předpokládal, že zdrojem je fúze vodíku na helium, při níž se uvolňuje obrovská energie podle Einsteinovy rovnice E = mc2. To byla tehdy překvapivá myšlenka, protože v té době ještě nebyla objevena fúze ani termonukleární energie, a dokonce ani to, že hvězdy jsou z velké části složeny z vodíku. 

### Studium jaderného spinu
Rutherfordův model fungoval poměrně dobře až do doby, kdy Franco Rasetti provedl v Kalifornském technologickém institutu v roce 1929 studie jaderného spinu. V roce 1925 už bylo známo, že protony a elektrony mají spin ± 1⁄2. V Rutherfordově modelu dusíku-14 se mělo 20 z celkových 21 jaderných částic spárovat, aby se jejich spin vzájemně vyrušil, a poslední lichá částice měla opustit jádro s čistým spinem 1⁄2. Rasetti však zjistil, že dusík-14 má spin 1.

### Chadwickův objev neutronu
V roce 1932 si James Chadwick uvědomil, že záření, které pozorovali Walther Bothe, Herbert Becker, Irène a Frédéric Joliot-Curie, je ve skutečnosti způsobeno neutrální částicí o přibližně stejné hmotnosti jako proton, kterou nazval na základě Rutherfordova návrhu o existenci takové částice neutron. V témže roce Dmitrij Ivaněnko navrhl, že jádro neobsahuje žádné elektrony, ale pouze protony a neutrony, a že neutrony jsou částice se spinem 1⁄2, což vysvětluje hmotnost, která není způsobena protony. Spin neutronů okamžitě vyřešil problém spinu dusíku-14, protože jeden nespárovaný proton a jeden nespárovaný neutron v tomto modelu přispívaly každý spinem 1⁄2 ve stejném směru, což dávalo konečný celkový spin 1.
S objevem neutronu mohli vědci vypočítat, jakou část vazebné energie má každé jádro, a to porovnáním jaderné hmotnosti s hmotností protonů a neutronů, které ho tvoří. Tímto způsobem se vypočítávaly hmotnostní úbytky při vytváření atomových jader. Při měření jaderných reakcí bylo zjištěno, že se shodují s přesností na 1 % s Einsteinovým výpočtem ekvivalence hmotnosti a energie E = mc2.

### Procovy rovnice pole hmotného vektorového bosonu
Alexandru Proca jako první vypracoval a oznámil rovnice pole hmotného vektorového bosonu a teorii mezonového pole jaderných sil. Procovy rovnice znal Wolfgang Pauli, který se o nich zmínil ve svém nobelovském projevu, a dále s nimi byli obeznámeni Hideki Yukawa, Gregor Wentzel, Mitsuo Taketani, Šóiči Sakata, Nicholas Kemmer, Walter Heitler a Herbert Fröhlich, kteří ocenili obsah Procových rovnic pro rozvoj teorie atomových jader v jaderné fyzice.

### Yukawův mezon
V roce 1935 navrhl Hideki Yukawa existenci nového druhu částice, později nazvané mezon, aby vysvětlil, jak na sebe protony a neutrony v jádře vzájemně působí. Podle jeho teorie silné interakce zprostředkovává mezon sílu mezi všemi nukleony, včetně protonů a neutronů. Tato síla vysvětluje, proč se jádra nerozpadají vlivem odpuzování protonů, a proč má přitažlivá silná interakce omezenější dosah než elektromagnetické odpuzování mezi protony.
Yukawovy práce dokončily moderní model atomu. Střed atomu obsahuje těsnou kouli neutronů a protonů, kterou drží pohromadě silná jaderná síla, pokud není příliš velká. Nestabilní jádra mohou projít rozpadem alfa, při kterém uvolňují energetické jádro helia, nebo rozpadem beta, při kterém uvolňují elektron (nebo pozitron). Po tomto rozpadu může výsledné jádro zůstat v excitovaném stavu a v takovém případě se rozpadá vyzařováním vysokoenergetických fotonů (rozpad gama) do základního stavu.

### Fyzika vysokých energií
Studium silných a slabých jaderných sil (slabou vysvětlil Enrico Fermi prostřednictvím Fermiho interakce v roce 1934) a zkoumání hlubší struktury atomových jader i jednotlivých nukleonů vyžadovalo experimenty se srážkami jader a elektronů při stále vyšších energiích, dosahovaných v urychlovačích.  Jejich rozvoj spolu s vývojem nových dokonalejších detektorů se staly jedním z nejvýznamnějších oborů experimentální jaderné fyziky. Vedle toho pokračovaly i objevy dalších částic, mimo jiné i studiem kosmického záření. Z těchto výzkumů se z jaderné fyziky vyčlenila a jako samostatná věda se etablovala částicová fyzika (též zvaná fyzika vysokých energií). 
K teoretickému objasnění interakcí mezi částicemi (nejen v atomovém jádře) přispěl rozvoj kvantové teorie pole, zejména kvarkového modelu hadronů a kvantové chromodynamiky. Složitost na ní založených výpočtů však zatím neumožňuje nahradit empirické modely atomového jádra výpočty jaderných sil jako zbytkových sil z barevné interakce mezi kvarky uvnitř nukleonů a mezonů. (Dosaženou úroveň lze ilustrovat výpočtem silné interakce mezi protonem a mezonem charmonium, provedeným na superpočítačích v modelu mřížkové kvantové chromodynamiky, publikovaným v roce 2025.)   
Vrcholným dílem je standardní model částic a interakcí, který jednotně popisuje silné, slabé a elektromagnetické síly a podává základní hierarchii elementárních částic.

## Moderní jaderná fyzika

### Kapkový model
Kapkový model atomového jádra, který vycházel z představy, že jádro ve tvaru koule je nestlačitelná kapalina (kapka) a obsahuje protony a neutrony,  vymyslel George Gamow v roce 1928 v Kodani. Nukleony byly podle této teorie koule o stejném poloměru, které jsou v jádře uspořádány do co nejmenšího objemu.
Termín kapkový model se ale ujal až později zásluhou Nielse Bohra a Fritze Kalckara, kteří ve svých publikacích Gamowovu práci o rozpadu α částic sice uváděli, ale nezmiňovali přímo jeho představu kapkového modelu. V letech 1936 a 1937 Bohr s Kalckarem kapkový model jádra rozvinuli, oproti předchozím statistickým představám kapkového modelu přišli s myšlenkou jaderné excitace, tj. možnosti atomového jádra přejít do stavu s vyšší energií než má jeho základní stav.
Společně s Yakovem Frenkelem použil Bohr úspěšně kapkový model k teorii štěpení těžkých jader. Po pohlcení neutronu se jádro silně excituje, dochází k jeho deformaci a následně může dojít k jeho rozštěpení na dvě nebo více lehčích jader. Přestože se pomocí tohoto modelu dají vypočítat základní charakteristiky jader (hmotnost, vazební energie, stabilita), jedná se jen o velmi hrubou aproximaci skutečných poměrů v jádře.

Bohrův model atomu

### Bohrův model složeného jádra
Bohrův model atomu se skládá z kladně nabitého jádra obklopeného záporně nabitými elektrony. Elektrony se kolem jádra pohybují po kruhových drahách a jsou přitahovány elektrostatickými silami. Mohou se pohybovat v několika energetických hladinách. Atomy se normálně vyskytují v základním stavu. Při pohlcení energie se elektron může přesunout do méně stabilní hladiny s vyšší energií  a tím se atom dostane do excitovaného stavu. Elektron se může opět vrátit do původního stavu uvolněním energie. Přesun elektronu mezi energetickými hladinami je vždy doprovázen absorpcí nebo uvolněním energie.

### Slupkový model
Slupkový model, který z velké části vypracovali Maria Göppert Mayer a J. Hans D. Jensen, předpokládá podobné uspořádání protonů a neutronů v jádře jako je uspořádání elektronů v jednotlivých hladinách v obalu atomu. Protony a neutrony jsou uspořádány samostatně do slupek. Pokud se tyto slupky zaplní, vzniknou vysoce stabilní atomová jádra. Experimenty ukázaly, že protonové a neutronové slupky se úplně zaplňují při počtu 2, 8, 20, 50, 82, 126. Uvedeným číslům se říká magická. Jádra s magickým počtem protonů a neutronů jsou velmi stabilní, protože jejich slupky jsou zaplněné. Slupkový model předpokládá, že se nukleony pohybují v daném sféricky symetrickém poli navzájem nezávisle. Skutečným poměrům v jádře však lépe odpovídá dynamický kompromis mezi kapkovým modelem a slupkovým modelem.

### Zobecněný model atomového jádra
Slupkový model se nedá použít v případě jaderných reakcí, u nichž dochází k excitaci jádra jako celku (kolektivní excitace). Aage Bohr a Ben Mottelson  rozpracovali zobecněný model atomového jádra, který odstraňuje nedostatky kapkového a slupkového modelu a spojuje výhody obou těchto modelů.
U tohoto modelu je jádro popisováno jako systém složený ze dvou podsystémů nukleonů, kolektivního a jednočásticového podsystému. Kolektivní podsystém obsahuje takový počet nukleonů, který odpovídá nejbližšímu magickému číslu, které je nižší než příslušný počet nukleonů daného jádra. Zmíněný podsystém se popisuje jako kapka kvantové kapaliny. Zbývající nukleony v jádře tvoří jednočásticový podsystém a popisují se analogicky jako ve slupkovém modelu.
Byly navrženy i další složitější modely jádra, například model interagujících bosonů, v němž dvojice neutronů a protonů interagují jako bosony. Metody ab initio se snaží řešit problém mnoha těles v jádře od základu, počínaje nukleony a jejich interakcemi.
Velká část výzkumu v jaderné fyzice se týká studia jader za extrémních podmínek, jako je vysoký spin a excitační energie. Jádra mohou mít také extrémní tvary nebo extrémní poměry neutronů k protonům. Výzkumníci mohou taková jádra vytvářet pomocí uměle vyvolané fúze nebo přenosem nukleonů s využitím iontů z urychlovače. Paprsky s ještě vyšší energií mohou být použity k vytvoření jader při velmi vysokých teplotách a zdá se, že tyto experimenty vedly k fázovému přechodu z normální jaderné hmoty do nového stavu, kvark-gluonového plazmatu, ve kterém se kvarky navzájem prolínají, místo aby byly odděleny v tripletech, jako je tomu u protonů a neutronů.

### Jaderná přeměna

Schéma znázorňující vyvržení částice alfa (α) z jádra atomu složené ze dvou neutronů a dvou protonů (známá také jako jádro helia-4). Protony jsou červené a neutrony modré.

U osmdesáti prvků existuje alespoň jeden stabilní izotop, u něhož nebyl nikdy pozorován rozpad, což odpovídá celkem asi 251 stabilním nuklidům. Tisíce izotopů však byly charakterizovány jako nestabilní. Tyto radioizotopy se rozpadají v časovém rozmezí od zlomků sekundy až po biliony let. Vazebná energie nuklidů vynesená do grafu jako funkce atomového a neutronového čísla tvoří tzv. údolí stability. Stabilní nuklidy leží na dně tohoto energetického údolí, zatímco stále nestabilnější nuklidy leží na stěnách údolí, tj. mají slabší vazebnou energii.
Nejstabilnější jádra se pohybují v určitém rozmezí nebo rovnováze složení neutronů a protonů: příliš málo nebo příliš mnoho neutronů (v poměru k počtu protonů) způsobí rozpad jádra a prvek se přemění na jiný prvek s jiným počtem protonů.
Při rozpadu alfa, který se obvykle vyskytuje u nejtěžších jader, se radioaktivní prvek rozpadá tak, že vyzařuje jádro helia (2 protony a 2 neutrony), a tím vzniká další prvek, helium-4. V mnoha případech tento proces pokračuje několika podobnými kroky, včetně dalších typů rozpadu (obvykle rozpadu beta), dokud nevznikne stabilní prvek.
Při rozpadu gama se jádro rozpadá z excitovaného stavu do stavu s nižší energií, a to vyzářením záření gama. Při tomto procesu se prvek nemění na jiný prvek, nedochází k jaderné transmutaci.
Možné jsou i další exotičtější rozpady. Například při vnitřním konverzním rozpadu může energie z excitovaného jádra vymrštit z atomu jeden z vnitřních orbitálních elektronů v procesu, při kterém vznikají vysokorychlostní elektrony, ale nejedná se o rozpad beta a na rozdíl od rozpadu beta nedochází k přeměně jednoho prvku na jiný.

Fúzí deuteria s tritiem vzniká helium-4, uvolňuje se neutron kinetická energie produktů, odpovídající množství hmoty mizí, což je v souladu s kinetikou E = ∆mc^{2}, kde Δm je pokles celkové klidové hmotnosti částic.

### Jaderná fúze
Při jaderné fúzi se dvě jádra s nízkou hmotností dostanou do velmi těsného kontaktu, takže je silná síla spojí. K tomu, aby silné nebo jaderné síly překonaly odpudivou elektrostatickou sílu mezi jádry, je zapotřebí obrovské množství energie, jaderná fúze proto může probíhat pouze za velmi vysokých teplot nebo vysokých tlaků. Při fúzi jader se uvolní velké množství energie a sloučené jádro získá nižší energetickou hladinu. Vazebná energie na nukleon se zvyšuje s hmotnostním číslem až do niklu-62. Hvězdy, jako je Slunce, jsou poháněny fúzí čtyř protonů na jádro helia, dva pozitrony a dvě neutrina. Nekontrolovaná fúze vodíku na helium je známá jako termonukleární reakce. Hranicí výzkumu v různých institucích, například ve Společném evropském urychlovači (JET) a ITER, je vývoj ekonomicky životaschopné metody využití energie z řízené fúzní reakce. Jaderná fúze (i ve formě světla a dalšího elektromagnetického záření) je zdrojem energie, která vzniká v jádru všech hvězd včetně našeho Slunce.

### Jaderné štěpení
Jaderné štěpení je opačný proces než fúze. U jader těžších než nikl-62 klesá vazebná energie na nukleon s rostoucím hmotnostním číslem. Proto je možné, aby se uvolnila energie, pokud se těžké jádro rozpadne na dvě lehčí.

Schéma štěpné řetězové reakce.

Proces rozpadu alfa je v podstatě zvláštním typem samovolného štěpení jader. Jedná se o vysoce asymetrické štěpení, protože čtyři částice, z nichž se alfa částice skládá, jsou navzájem obzvláště pevně vázány, což činí vznik tohoto jádra při štěpení velmi pravděpodobným.
Z několika nejtěžších jader, jejichž štěpením vznikají volné neutrony a která také neutrony k iniciaci štěpení snadno absorbují, lze získat samovznětlivý typ štěpení iniciovaného neutrony, a to v řetězové reakci. Řetězové reakce byly v chemii známé dříve než ve fyzice a ve skutečnosti je mnoho známých procesů, jako jsou požáry a chemické výbuchy, chemickými řetězovými reakcemi. Štěpná nebo jaderná řetězová reakce využívající štěpením vzniklé neutrony je zdrojem energie pro jaderné elektrárny a jaderné bomby štěpného typu, jako byly bomby svržené v Hirošimě a Nagasaki v Japonsku na konci druhé světové války. Těžká jádra, jako je uran a thorium, mohou také podléhat samovolnému štěpení, ale mnohem pravděpodobnější je u nich rozpad alfa rozpadem.
Aby došlo k neutrony iniciované řetězové reakci, musí být v určitém prostoru za určitých podmínek přítomna kritická hmotnost příslušného izotopu. Podmínky pro nejmenší kritickou hmotnost vyžadují zachování emitovaných neutronů a také jejich zpomalení nebo zmírnění tak, aby byl větší průřez nebo pravděpodobnost, že iniciují další štěpení. Ve dvou oblastech Oklo v africkém Gabonu byly přirozené štěpné reaktory aktivní před více než 1,5 miliardou let. Měření přirozené emise neutrin prokázala, že přibližně polovina tepla vycházejícího ze zemského jádra pochází z radioaktivního rozpadu. Není však známo, zda něco z toho pochází z řetězových štěpných reakcí.

### Výroba těžkých prvků
Podle této teorie se vesmír po velkém třesku ochlazoval a nakonec v něm mohly existovat běžné subatomární částice, jak je známe (neutrony, protony a elektrony). Nejběžnějšími částicemi vzniklými při velkém třesku, které jsou pro nás dodnes snadno pozorovatelné, byly protony a elektrony (ve stejném počtu). Z protonů se nakonec vytvořily atomy vodíku. Téměř všechny neutrony vzniklé při velkém třesku byly během prvních tří minut po velkém třesku pohlceny do helia-4, které tvoří většinu helia v dnešním vesmíru.
Některá relativně malá množství prvků mimo hélium (lithium, berylium a snad i trochu boru) vznikla při velkém třesku při vzájemných srážkách protonů a neutronů, ale všechny „těžší prvky“ (uhlík, prvek číslo 6 a prvky s větším atomovým číslem), které vidíme dnes, vznikly uvnitř hvězd během řady fúzních fází, jako je proton-protonový cyklus, cyklus C-N-O a 3-alfa reakce. Během vývoje hvězdy vznikají postupně těžší prvky.
Energie se uvolňuje pouze při fúzních procesech, kterých se účastní atomy menší než železo, protože vazebná energie na nukleon dosahuje maxima v okolí železa (56 nukleonů). Jelikož vznik těžších jader při fúzi vyžaduje energii, uchyluje se příroda k procesu záchytu neutronů. Neutrony jsou, vzhledem k tomu, že nemají náboj, snadno pohlceny jádrem. Těžké prvky vznikají buď pomalým procesem záchytu neutronů (tzv. s-proces), nebo rychlým r-procesem. S-proces probíhá v tepelně pulzujících hvězdách (tzv. AGB neboli hvězdy s asymptotickou obří větví) a trvá stovky až tisíce let, než se dosáhne nejtěžších prvků olova a vizmutu. Předpokládá se, že k r-procesu dochází při explozích supernov, které poskytují potřebné podmínky vysoké teploty, vysokého toku neutronů a vyvržené hmoty. Díky těmto podmínkám jsou záchyty neutronů velmi rychlé a zahrnují velké množstvá neutronů, které se následně radioaktivní přeměnou beta mění na těžší prvky.

## Využití
Studium atomového jádra umožnilo pochopení základních vlastností hmoty, např. strukturu Mendělejevovy tabulky prvků, což vedlo k objasnění radioaktivity a k popisu jaderných reakcí. Ve svém důsledku vedlo studium atomového jádra k lepšímu popisu a pochopení vlastností elementárních částic. Znalost struktury a vlastností atomového jádra vedla k využití v mnoha oborech. Umožnila vytvoření jaderné zbraně a jaderného reaktoru – základu jaderné elektrárny, vznik nukleární medicíny a zobrazování magnetickou rezonancí, vznik průmyslových a zemědělských izotopů, iontové implantace v materiálovém inženýrství a radiokarbonového datování v geologii a archeologii.